# Битва при Гуммельсгофі
Битва при Гуммельсгофі — одна з битв Великої Північної війни, яка відбулася 18 (29) липня (19 липня за шведським календарем) 1702 року між московськими і шведськими військами біля мизи Гуммельсгоф (нині селище Гуммулі) на річці Ембах на території сучасної Естонії. У цій битві шведи зазнали поразки.

## Передумови
Після перемоги московського війська Б. П. Шереметєва над шведами у битві при Ерестфері (грудень 1701 року) обидві протиборчі армії відійшли на зимові квартири, відбувалися лише дрібні сутички.
12 (23) липня 1702 року московське військо чисельністю 17,5 тисяч вояків (командувач генерал-фельдмаршал Шереметєв) вийшло з Пскова і вторгнулося на територію Шведської Лівонії. 9-тисячний шведський загін полковника Шліппенбаха відступив за ріку Ембах, після чого Шереметєв кинувся його переслідувати.

## Битва
Вранці 18 (29) липня 1702 року армія Шереметєва навела понтонний міст через ріку Ембах і переправившись на протилежний берег вийшла до мизи Гуммельсгоф, де розташувалися шведські війська. Шліппенбах не розгубився і спробував контратакувати. Шведські піхотинці почали відтісняти московських вояків і навіть змогли захопити 5 або 6 гармат. Але в розпал бою Шереметєв увів у бій свіжі драгунські полки Бауера і Вердена, які атакували шведів. Розгром шведів довершила московська піхота. Над шведським військом нависла загроза оточення, оскільки противник прорвався на флангах. Шліппенбах наказав відходити. Відійти змогла лише шведська кіннота, піхота була повністю розгромлена, вся шведськк артилерія (16 гармат) потрапила до рук противника.

## Наслідки
Битва при Гуммельсгофі стала для шведів вже другою поразкою від московського війська за півроку. У цій битві шведи втратили 2 тисячі вояків вбитими, 238 полоненими і 16 гармат. Втрати московського війська склали близько 400 вояків вбитими і точно невідома кількість поранених. Після перемоги при Гуммельсгофі Шереметєв вторгнувся у Ліфляндію і взяв Марієнбург.